# Банцури
Банцури (груз. ბანცური) — село в Грузии, на территории Душетского муниципалитета края (мхаре) Мцхета-Мтианети.

## География
Село находится в северо-восточной части Грузии, на левом берегу реки Арагви, на расстоянии приблизительно 25 километров (по прямой) к северу от города Душети, административного центра муниципалитета. Абсолютная высота — 1484 метра над уровнем моря.

## Население
По результатам официальной переписи населения 2014 года постоянное население в Банцури отсутствовало.
| Год  | Население, человек |
| ---- | ------------------ |
| 2002 | 41                 |
| 2014 | ↘ 0                |